# アン砦の戦い
アン砦の戦い（アンとりでのたたかい、英: Battle of Fort Anne）は、アメリカ独立戦争のサラトガ方面作戦初期に起こった戦闘である。1777年7月8日に、タイコンデロガ砦から撤退中の大陸軍と、砦を落としたジョン・バーゴイン将軍が指揮する大軍のイギリス軍の前衛部隊の間で戦われた。
バーゴインはタイコンデロガ砦から大陸軍が撤退していたことに驚き、撤退行軍中の大陸軍を追撃するためにできるだけ多くの部隊を急行させた。大陸軍の主力はインデペンデンス砦を降りてハバードトンに向かう道を進み、病人、負傷者および宿営地に付き従っていた者たちを伴う小部隊はシャンプレーン湖をスケンスボロまで船で渡り、そこからは陸路エドワード砦に向かった。この集団は武装した約600名の者が入っており、アン砦で停止したところにイギリス軍の小さな前衛隊が追いついてきた。イギリス軍はあきらかに無勢であり、援軍を求める使者を送った。大陸軍は数的に優勢である間に攻撃を掛けることに決め、砦の北約4分の3マイル (1 km) 辺りでイギリス部隊陣地をほとんど包囲するところまでいった。しかしイギリス軍の援軍の到着を知らせる叫び声が上がったときに大陸軍は砦に後退した。これは策略に過ぎなかった（援軍は士官一人だった）が、イギリス部隊が捕獲される可能性を消した。その後にバーゴイン軍の大部隊が到着したことで、大陸軍はアン砦からエドワード砦まで後退させられた。
この戦闘のとき、アン砦で星と筋で構成される星条旗が初めて掲げられたという主張があったが、これは作り事だと考えられている。

## 背景
7月5日から6日に掛けての夜、タイコンデロガ砦を占領していた大陸軍には、ジョン・バーゴイン将軍が指揮する8,000名の軍隊が近づいたことを受けて、砦指揮官のアーサー・セントクレアから砦を放棄する命令が出された。バーゴイン軍の部隊が砦を見下ろすデファイアンス山に砲台を据えており、大陸軍の退却路が遮断される危険性があった。
タイコンデロガ砦とその周辺の防御施設を離れた大陸軍の大半はインデペンデンス砦を経てハバードトンに向かう道を進んだ。ニューハンプシャー出身の者で大半が構成されるピアス・ロング大佐の約600名は、5隻の武装ガレー船と200隻以上の小さな輸送船からなる船隊でシャンプレーン湖を渡った。これら船舶には砦から連れてこられた病人、物資および武器をできるだけ多く積み込んでいた。ロングはタイコンデロガ砦とインデペンデンス山の間に置かれた網場（あば）や舟橋がイギリス軍の追撃を遅らせられると考え、湖の航行可能な南端であるスケンスボロに向けて緩りとした速度で航行を始めた。

## 追撃
しかし、水上の障害物によってイギリス軍の追撃を緩めることはほとんどできなかった。バーゴインは7月6日朝に大陸軍の撤退を知ると、障害物の撤去を命じた。大砲をうまい位置に据えたので、舟橋と網場は30分間で取り払われた。この時点でバーゴインはその厳格な軍事規範を破り、部隊には隊列を崩してでもできるだけ急速に南方に追撃を開始するよう命じ、自分は船で南に向かった。順風にも助けられ、7月6日が終わる頃にはスケンスボロから3マイル (4.8 km) にまで来ていた。スケンスボロは小さな防御柵を施した砦がある所であり、大陸軍はそこにほんの2時間まえに到着したばかりだった。バーゴインはその砦を包囲しようとして、ジョン・ヒル中佐の指揮で第9、第20および第21歩兵連隊から約200名をスケンスボロの南に上陸させ、アン砦に向かう道路の遮断を目指させた。
バーゴイン軍の船が到着して銃撃を始めたとき、大陸軍はウッド・クリークに向かうスケンスボロの滝で、陸路搬送を行っていた。大陸軍はエンタープライズ、リバティおよびゲイツの3隻を破壊したが、トランブルとリベンジの2隻は降伏を強いられた。この過程で大陸軍の物資の多くもイギリス軍のために破壊されるか放棄された。大陸軍はアン砦にむけて隊列を乱して進んだが、その前にスケンスボロに火を放ったので、町の建物の大半が火に包まれた。アン砦に到着するとヘンリー・ヴァン・レンセリアの指揮するニューヨーク民兵400名と出遭った。この部隊はエドワード砦のフィリップ・スカイラー将軍がタイコンデロガ砦撤退の報せを受けて派遣していたものだった。
ヒルが指揮するイギリス軍追撃部隊がアン砦に繋がる道路に到着したときに、大陸軍の後方を歩いていた病人、負傷者と宿営地に付き従っていた者達、さらに物資を捕獲した。その後アン砦からは約1マイル (1.6 km) の所まで進んだ。ここで大陸軍のジェイムズ・グレイ大尉の指揮する偵察部隊約170名と遭遇し、その後に起こった小競り合いの結果、大陸軍が砦に後退するまでに1名を殺害し、3名に傷を負わせた。

## 戦闘
7月8日朝、大陸軍の脱走兵と見られる者（実際にはスパイだった）がヒルに、砦は士気の落ちた兵士1,000名近くに占められていると伝えた。ヒルは勢力に上回る敵を攻撃しないことにして、バーゴインに事情を伝える伝令を送った。バーゴインは第20およぎ第21歩兵連隊にアン砦に向けて急速前進するよう命令を出したが、悪天候のためにその動きが阻害され、この部隊は結局戦闘が終わるまでに到着できなかった。「脱走兵」はアン砦に戻って、イギリス部隊の位置と勢力について報告した。
ロングは如何に少ないイギリス兵が後を追ってきていたかが分かり、その陣地への攻撃を決断した。できるだけ密かに兵を動かして、イギリス部隊が道路に居るうちにこれを取り囲もうとした。しかし、ヒルの兵士がその側面で動いている大陸軍兵の物音を聞きつけ、負傷兵何人かを捨てて高台に後退した。その負傷兵は大陸軍に捕まることになった。大陸軍が攻撃を始めると、イギリス軍士官の証言では、それは「激しく方向がうまく定められた銃撃」になった。この戦闘は2時間近くも続き、両軍は弾薬が枯渇するようになった。イギリス部隊は大陸軍兵に事実上包囲される寸前にまでなった。このとき北方からインディアンの戦いの叫びが聞こえたために、大陸軍は撤退することになった。腰に銃弾を受けていたヴァン・レンセリアを含め負傷兵を連れて砦まで引き返した。
実際のところはインディアンは居らず、第9歩兵連隊の士官でバーゴイン軍の補給係将校補だったジョン・マネー一人がいるきりだった。マネーはインディアンの一群を率いていたが、インディアンが大陸軍との戦闘に入ることを躊躇した。マネーは辛抱できなくなり、インディアン達の前に走り出た。この戦闘を終わらせたのはマネーの戦いの叫びだった。

最初の星条旗。1777年6月14日に定められた。

## 戦いの後
砦に戻った大陸軍は短時間の作戦会議を開いた。彼らはイギリス軍から逃げてきた女性から、ウィリアム・フィリップスの指揮するイギリス部隊2,000名以上が急速に前進していることを聞いた。ロングの部隊は弾薬も尽き掛けていたので、その防御砦を燃やし、エドワード砦に向けて撤退した。この戦闘で両軍共に勝利を主張した。イギリス軍はしっかりとその陣地を守り、大陸軍はイギリス軍を降伏寸前まで追い込んだからだった。大陸軍が破ったというイギリス部隊はかなり大きなイギリス軍の前衛部隊に過ぎなかったので、その勝利という主張は割り引いて考えられた。
イギリス軍はこの戦闘の間、あるいは大陸軍がアン砦から撤退した後で、幾つかの連隊旗を取り抑えた。捕獲した旗の1つは、13本の赤と白の筋に一群の星がデザインされた新しいものであり、星条旗を最も早く使った例であるという主張がなされている。しかし、当時大陸会議が承認した旗のデザインが伝えられ、そのような旗を作り、遠隔地に届けるために必要とされた時間を考えれば、この話は信じ難いものになるので、作り事である可能性が強い。また押収されたと言われる旗はアメリカ合衆国の国旗に似ても似つかないものだった。